# Iosefo Verevou
Iosefo Verevou, född 5 januari 1996, är en fijiansk fotbollsspelare som spelar forward för Rewa F.C. i Fiji National Football League. 

## Internationell karriär
Verevou var med i Fijis U-20-landslag vid FIFA U-20-VM 2015 på Nya Zeeland. Under turneringen gjorde han Fijis enda mål i en 8–1 förlust mot Tyskland och gjorde också ett mål i en 3–0-seger över Honduras. Den 7 november 2015 debuterade han för landslaget i en vänskapsmatch mot Vanuatu. Den 16 juli 2016 togs Verevou ut till Fijis 18-manna-trupp inför sommar-OS 2016 i Rio de Janeiro.

## Privatliv
Hans äldre bror, Epeli Saukuru, är också fotbollsspelare som representerar Fiji.

## Utmärkelser
- FASANOC Årets idrottsman: 2015[6]